# BitChute
BitChute és un servei d'allotjament de vídeos alternatiu que funciona mitjançant tecnologia peer-to-peer. La companyia va ser fundada per Ray Vahey el gener de 2017, com a mètode d'evitar algunes de les regles de contingut marcades en plataformes com Youtube. Alguns creadors de contingut que van ser bloquejats o els canals del qual van ser desmonetitzats (impedits de rebre beneficis per la inclusió d'anuncis en els seus vídeos) a Youtube, han migrat a BitChute.
La plataforma ha estat acusada de ser un "alberg de contingut ultradretà" per la seva política de neutralitat, i ha sigut específicament criticada pel Southern Poverty Law Center per allotjar "contingut motivat per l'odi".